# Heinrich Scholz
Heinrich Scholz   (Berlín, 17 de desembre de 1884 - Münster, 30 de desembre de 1956) va ser un filòsof, teòleg i lògic alemany.

## Vida i Obra
Scholz va estudiar filosofia i teologia a la universitat de Berlín amb els professors de filosofia Friedrich Paulsen i Alois Riehl i de teologia Adolf von Harnack. Es va graduar la tardor de 1907 i llicenciar l'estiu de 1909 per la Facultat de Teologia. doctorat El 1910 va obtenir l'habilitació docent per a l'assignatura Filosofia de la religió i teologia sistemàtica. El 1913 va obtenir el doctorat per la universitat d'Erlangen amb una tesi sobre Schleiermacher, Goethe i la història de l'esperit alemany.
El 1917 fou nomenat professor de filosofia de la religió i de teologia sistemàtica a la universitat de Breslau. El 1919 va acceptar una plaça de professor titular de filosofia a la universitat de Kiel.
El 1921 va publicar el seu tractat Religionsphilosophie (Filosofia de la religió i, d'altra banda, es va interessar pels Principia Mathematica de Bertrand Russell i Alfred North Whitehead, que van influir decisivament en la seva obra posterior. La seva amistat amb Otto Toeplitz, professor de matemàtiques a Kiel, i la seva influència, li van facilitar el trànsit cap a la lògica matemàtica.
El 1928 va ser nomenat per a una càtedra de filosofia a la universitat de Münster en la qual va romandre fins a la seva jubilació el 1952. El curs 1954-55, ja gran i greument malalt, no va poder donar les conferències que havia anunciat sobre Kant.
Scholz va ser el primer professor en impartir classes sistemàtiques sobre lògica matemàtica en una universitat alemanya. Va aconseguir reunir un cercle de joves al seu voltant (incloent Friedrich Bachmann, Hans Hermes i Karl Schröter) anomenat el Grup Munster, per defensar una ontologia formal que salvés el càlcul lògic dins del neopositivisme imperant en l'època.
Durant el període nazi, el seu humanisme va fer que, no solament estigués allunyat de la política, sinó que a més dediqués esforços personals en la defense de col·legues perseguits pel règim com Jan Lukasiewicz o Jan Salamucha.
És un mèrit especial de Heinrich Scholz haver reconegut clarament la importància científica del lògic i matemàtic Gottlob Frege, que havia sigut insuficientment reconegut per molts dels seus contemporanis. Durant els anys 30's la Universitat de Munster va crear el Institut de Lògica Matemàtica i Investigacions Fonamentals, sota la direcció de Heinrich Scholz.